# Commission du génie biomoléculaire
Pour les articles homonymes, voir CGB.
La Commission du génie biomoléculaire (CGB) avait, entre 1986 et 2008, pour mission d'évaluer pour le compte du gouvernement français les risques pour la santé publique et l'environnement, liés à la dissémination d'organismes génétiquement modifiés (OGM), conformément à l'article L531-4 du Code de l'Environnement. La loi du 25 juin 2008 relative aux organismes génétiquement modifiés a remplacé la CGB par le Haut Conseil des biotechnologies, dont les missions sont plus larges. 
Le dernier président de la CGB a été Marc Fellous, qui avait succédé à Axel Kahn. Cette commission comprenait dix-huit membres:
- un membre de l'Office parlementaire d'évaluation des choix scientifiques et technologiques: le dernier membre de l'OPECST à siéger à la CGB était le sénateur Jean-Claude Étienne
- un représentant des industries mettant en œuvre des organismes génétiquement modifiés;
- un représentant de la production agricole;
- un représentant d'une association de défense des consommateurs;
- un représentant d'une association de défense de l'environnement;
- un représentant des salariés des industries mettant en œuvre des organismes génétiquement modifiés;
- une personnalité qualifiée désignée en raison de ses compétences juridiques;
- onze experts scientifiques désignés en raison de leurs diverses compétences en génie biomoléculaire.